# Chenopodium amurense
Chenopodium amurense là loài thực vật có hoa thuộc họ Dền. Loài này được Ignatov mô tả khoa học đầu tiên năm 1986.